# خورشید نبوت

الرحیق المختوم کتابی نوشته صفی‌الرحمن المبارکپوری به زبان اردو است که نسخهٔ عربی آن نخستین جایزهٔ مجمع جهانی اسلام را در سال ۱۹۷۹ میلادی از آن خود کرد.

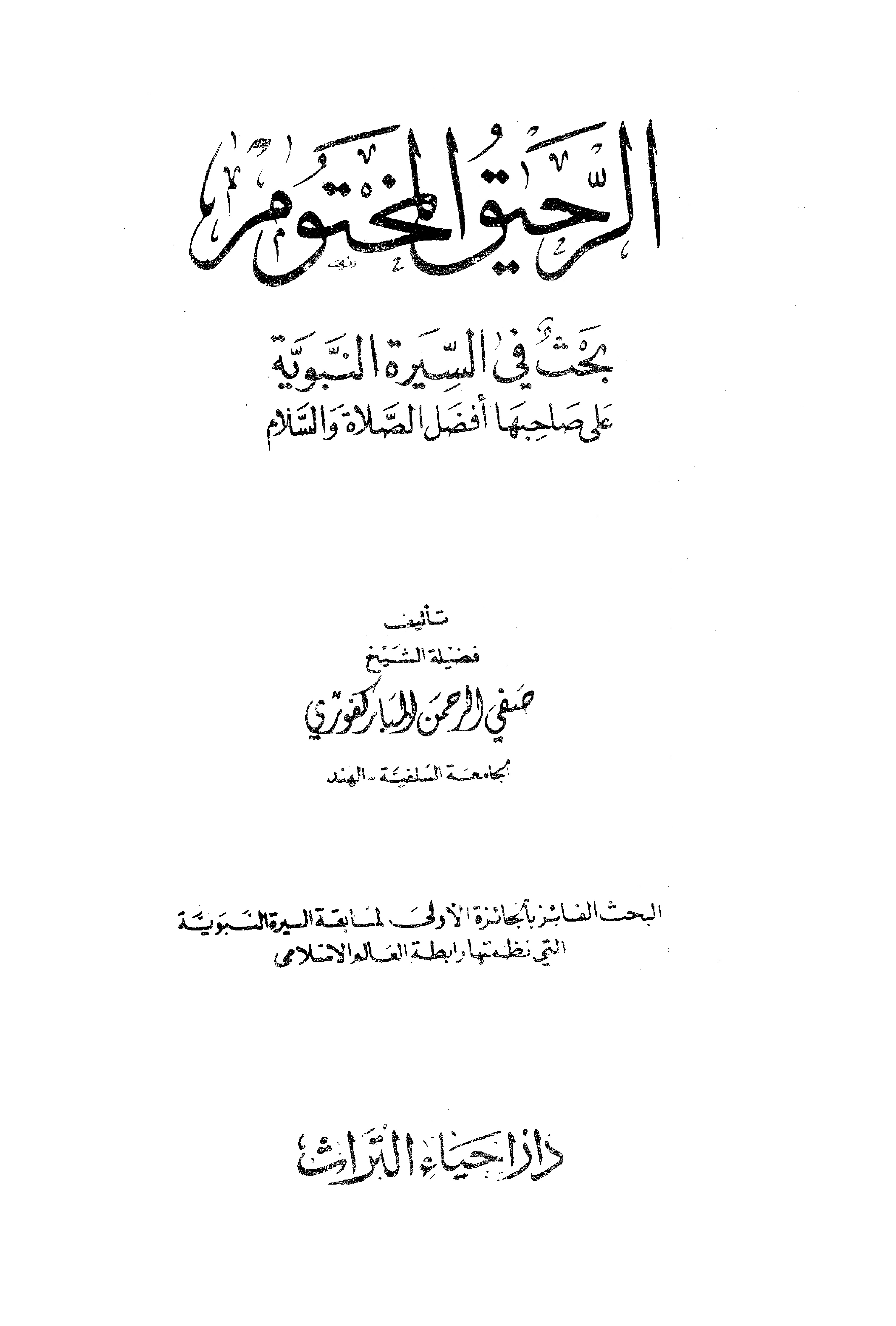
خورشید نبوت

خورشید نبوت ترجمه فارسی کتاب الرحیق المختوم است که توسط محمد علی لسانی فشارکی و یک بار توسط حامد فیروزی و محمد ابراهیم کیانی ترجمه شده است.